# Source 2

Сравнение детализации локации:
ремейк на движке Source 2 (сверху) и оригинальная карта в Left 4 Dead 2 (внизу). Слайд из презентации 2011 года.

Source 2 — игровой движок, разработанный американской компанией Valve.

## История разработки
Игровой движок Source 2 является следующим движком компании Valve после Source (движок, использованный в Half-Life 2 2004 года, позднее задействован в ряде игр компании, в том числе Portal 2, Dota 2; благодаря своей модульной структуре данный движок постоянно дорабатывается, поддерживаясь на актуальном уровне, и имеет множество внутренних версий) и его предшественника GoldSrc (впервые применен в компьютерной игре Half-Life 1998 года, созданной этой же компанией; со временем получил некоторые доработки).

### Упоминания до анонса
Первые сведения о движке начали просачиваться в Сеть до официального анонса: так, в 2012 году, просматривая файлы Source Filmmaker — инструмента от Valve для создания кинематографических роликов на первом движке Source, игроки обнаружили файл с упоминанием названия «Source 2» (файл мог просочиться в билд инструментария в связи с тем, что компания работала параллельно над поддержкой нового движка инструментарием); позднее было обнаружено ещё несколько отсылок к названию движка в файлах продукта Valve, которые затем были убраны разработчиками.
В ноябре 2012 года основатель компании Гейб Ньюэлл заявил о том, что компания разрабатывает новый движок. В то время уже велась активная работа над «компьютером Valve» — серией игровых компьютеров Steam Machines, управляемых операционной системой SteamOS.
В августе 2013 года поклонники игры Dota 2 из сообщества на социальном ресурсе reddit были приглашены на экскурсию в офис Valve; некоторыми были сделаны снимки рабочих мест сотрудников, на одном из экранов была страница внутренней сети работников компании с упоминаниями слов «Source 2» и «Left 4 Dead 3». В октябре того же года состоялась утечка из системы отслеживания ошибок Valve (основанной на ПО JIRA), в результате которой был получен доступ к спискам проектов и командам, на которые были разделены сотрудники; среди них были группы с названиями: «Source 2», «Source2 Artists», «Source2 Builds» и т. п. (численностью от 2 до 45 человек), что послужило основанием для предположений, что внутри Valve активно ведётся работа над новым движком.
В конце января 2014 года один из пользователей форума NeoGAF разместил скриншот с презентацией движка (подписанного как «Source 2.0»), созданной в программе PowerPoint (предположительно, в 2011 году). В ней показана сильно изменённая и доработанная локация «Плантация» (англ. Plantation) из кампании «Болотная лихорадка» (англ. Swamp Fever) в Left 4 Dead 2, воссозданная на новой версии Source. Подлинность данного изображения не была подтверждена.
В марте 2014 года Гейб Ньюэлл во время организованной сессии «вопросов и ответов» на сайте reddit рассказал, что разработка движка активно ведётся, делается акцент на возможность его использования для создания пользовательского контента (такого, как модификации), а также взаимодействие с создаваемым пользователями контентом — в дальнейшем это вылилось в бесплатность технологии, и поддержку виртуальной реальности (в том числе и с использованием шлема Oculus Rift).
7 августа 2014 года Valve выпустила инструмент Dota 2 Authoring Tools, включающий обновлённую версию редактора уровней Valve Hammer Editor 2014. В файлах инструмента были найдены множественные упоминания Source 2, в то же время стандартные файлы — .vmf (Valve Map File) для хранения проектов теперь имеет названия «Source 1.0 Map File». Позднее в декабре Valve в официальном блоге Dota 2 заявили, что планируют в начале 2015 года перевести игру на движок Source 2.

### Официальный анонс
Официальный анонс движка под известным названием — «Source 2», произошёл 4 марта 2015 года. Цифра «2» указывает на принципиально новую версию игрового движка; предыдущий движок Source имел множество внутренних версий и различную их нумерацию, например, «Source Engine 2007» — см. «Версии движка Source».
Анонс состоялся на Game Developers Conference 2015. Было объявлено, что движок будет распространяться согласно бесплатной системе лицензирования — разработчикам, желающим воспользоваться технологией при создании собственной игры не нужно приобретать её; позднее стало известно, однако, о том, что требованием к разработчикам будет издание своей игры в системе цифровой дистрибуции Valve — Steam. Технические данные движка названы не были, однако упоминается о работе с API Vulkan, стандартом консорциума Khronos Group, отвечающим также за другой известный игровой стандарт — OpenGL.
Позднее в Сети были опубликованы видео, снятые с закрытой презентации движка — разработчиками была показана игра Dota 2, запущенная с использованием Source 2 (изначально игра использовала Source первого поколения; показанная демонстрация подтвердила, что движок в ней будет обновлён до Source 2); немногим ранее был также опубликован другой ролик с закрытого показа, на котором видна лаборатория Aperture Science из дилогии игр Portal — демонстрационный уровень на данной локации призван показать работу движка с технологией виртуальной реальности.

### Дальнейшая разработка
Выход первой игры, созданной с использованием движка, Dota 2, состоялся 9 сентября 2015 года — как ожидалось, игра (ранее выпущенная на движке первой версии) была переведена на этот движок с обновлением «Reborn».
9 июня 2016 года в «Раннем доступе» в Steam был выпущен набор инструментов Destinations (изначально анонсированный как Destinations Workshop Tools), позволяющий создавать собственные уровни («VR-сцены») для шлемов виртуальной реальности HTC Vive (совместная разработка HTC и Valve) и Oculus Rift. При этом используется движок Source 2. Также сотрудниками компании использовался движок при создании уровней-прототипов для устройств виртуальной реальности, показанных ранее на выставке GDC; впоследствии стало известно, что эти уровни являются частью игры The Lab.
21 ноября 2019 года компания Valve вместе с анонсом игры Half-Life: Alyx, созданной на новом движке, так же представила новый Valve Hammer Editor, поддерживаемый Source 2, который вышел вместе с новой частью серии Half-Life 23 марта 2020 года. Данный инструмент позволит модифицировать новоиспеченную игру.
В марте 2023 года в обновлении видеодрайверов Nvidia были обнаружены файлы, намекающие на переход Counter-Strike: Global Offensive на Source 2.
22 марта 2023 года Valve анонсировала Counter Strike 2 — версию игры на движке Source 2, релиз которой состоялся 27 сентября 2023 года.

## Технические характеристики
Source 2 использует собственный физический движок Rubikon, созданный на замену Havok, который применялся в Source первого поколения, имея внутреннее название VPhysics. Ранее разработчики игр, которые перерастают из Source-модов в коммерческий продукт, вынуждены были покупать свою лицензию на Havok согласно изначальным условиям производителя физического движка, по цене $25,000 за тайтл, что было отменено в 2021 году, путем соглашения Valve с Microsoft, владельцами Havok. Rubikon был создан на замену Havok, в том числе, чтобы избавиться от лицензионных трудностей.

## Игры, использующие Source 2
| Год  | Название          | Платформа(-ы)                       | Примечание | Разработчик(и)    |
| ---- | ----------------- | ----------------------------------- | --- | ----------------- |
| 2015 | Dota 2            | Windows, macOS, Linux               | С обновлением Reborn Dota 2 была переведена на Source 2 с первого поколения движка.                                         | Valve             |
| 2016 | The Lab           | Windows                             | Сборник небольших игр для устройства виртуальной реальности HTC Vive. Часть эпизодов создана на Source 2, часть — на Unity. | Valve             |
| 2016 | Destinations      | Windows                             | Набор инструментов для создания уровней для шлемов виртуальной реальности.                                                  | Valve             |
| 2018 | Artifact          | Windows, macOS, Linux               | Компьютерная карточная игра во вселенной Dota 2.                                                                            | Valve             |
| 2020 | Dota Underlords   | Windows, macOS, Linux, iOS, Android | Компьютерная игра, основанная на пользовательской игре Dota Auto Chess (от Drodo Studios) для Dota 2.                       | Valve             |
| 2020 | Half-Life: Alyx   | Windows, Linux                      | Игра в серии Half-Life для очков виртуальной реальности. Является приквелом Half-Life 2.                                    | Valve             |
| 2022 | Aperture Desk Job | Windows, Linux                      | Игра создана для демонстрации возможностей игровой консоли Steam Deck.                                                      | Valve             |
| 2023 | Counter-Strike 2  | Windows, Linux                      | Релиз состоялся 27 сентября 2023 года.                                                                                      | Valve             |
| TBA  | Deadlock          | Windows                             | Будущий командный шутер от третьего лица                                                                                    | Valve             |
| TBA  | Sandbox           | Windows                             | 27 октября 2020 года осуществлён переход разработки на Source 2.                                                            | Facepunch Studios |